# NGC 361
NGC 361 è un ammasso aperto situato nella costellazione del Tucano a una distanza di circa 180 000 anni luce dal Sistema solare.
Fu scoperto il 6 settembre 1826 da James Dunlop.